# 船河原パーキングエリア
船河原パーキングエリア（ふながわらパーキングエリア）は、岩手県大船渡市末崎町にある三陸沿岸道路のパーキングエリア (PA) である。下り線（宮古方面）のみ設置されている。
当PAには展望台があるが、その他の設備は駐車場のみである。トイレや売店は道の駅さんりくが最寄りとなる。

## 施設

### 下り線（釜石・宮古・久慈・八戸方面）
- 駐車場[2]
  - 普通車：32台
  - 大型車：6台
- 展望台

## 隣
E45 三陸沿岸道路
(32) 通岡IC - 船河原PA - (33) 大船渡碁石海岸IC